# Kathy Kreiner
Kathy Kreiner, född 4 maj 1957 i Timmins, är en kanadensisk före detta alpin skidåkare. 
Kreiner blev olympisk mästare i storslalom vid vinterspelen 1976 i Innsbruck.